# Chiesa di Santa Maria della Concezione in Campo Marzio

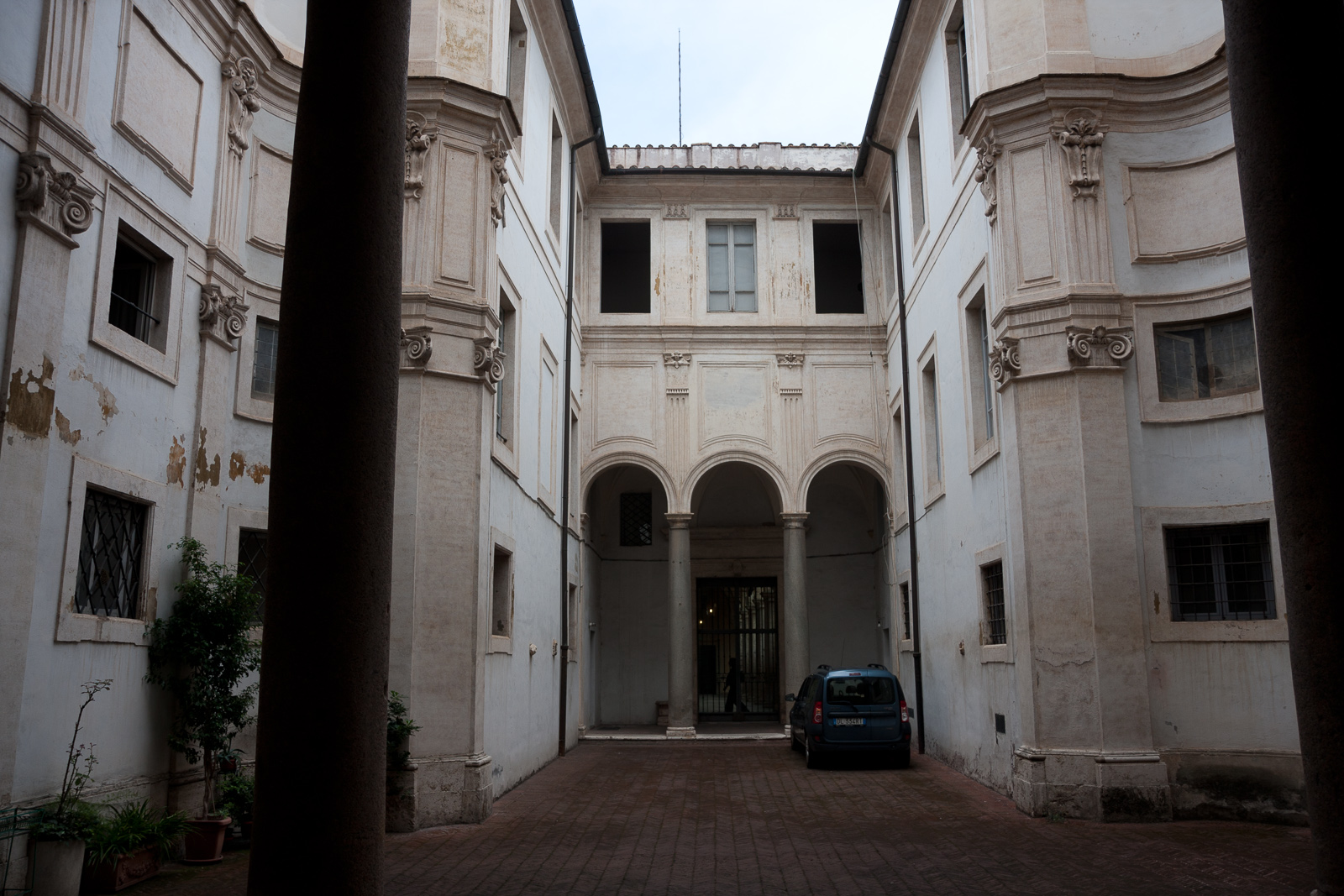
Entrata

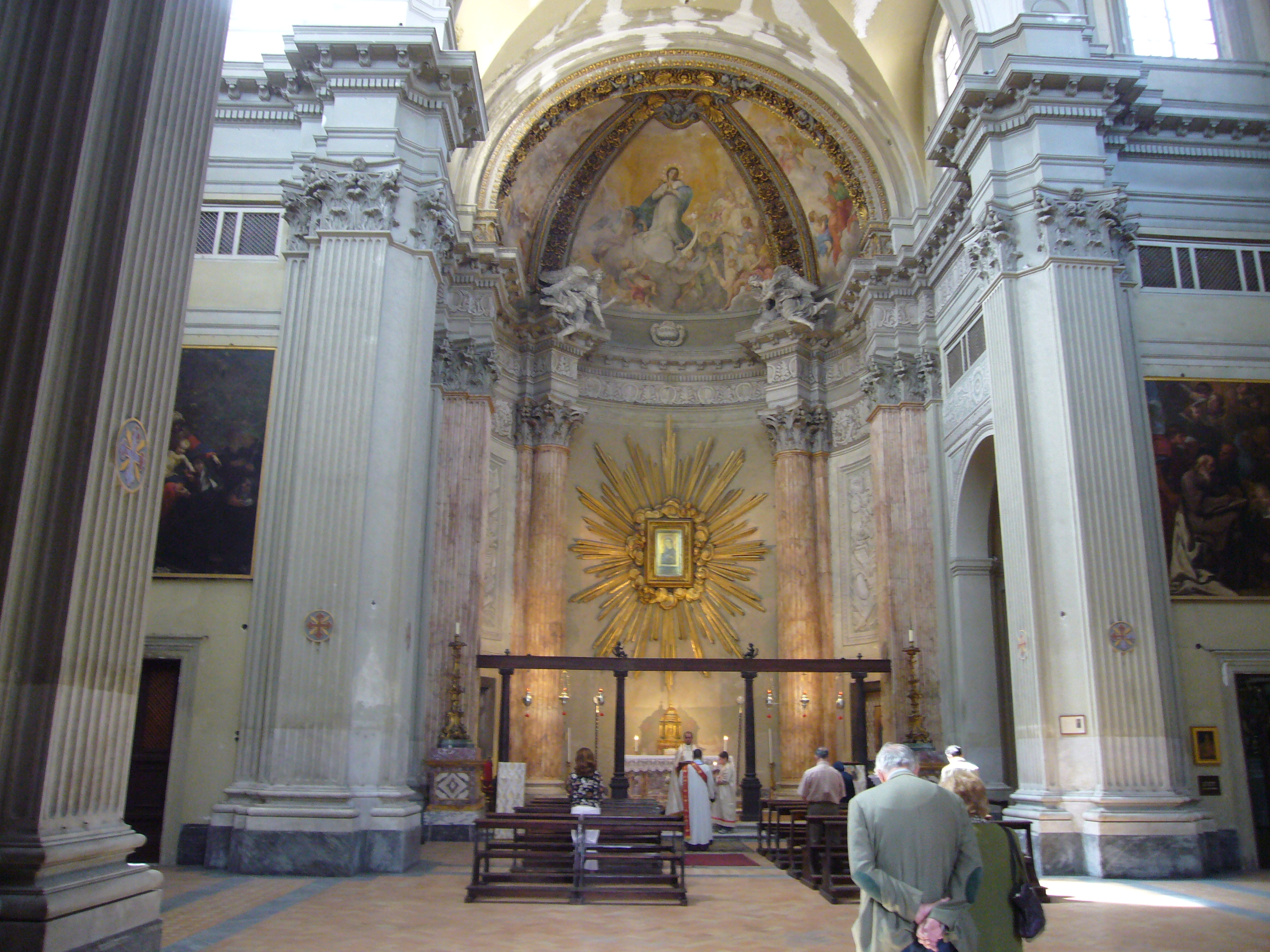
Interno

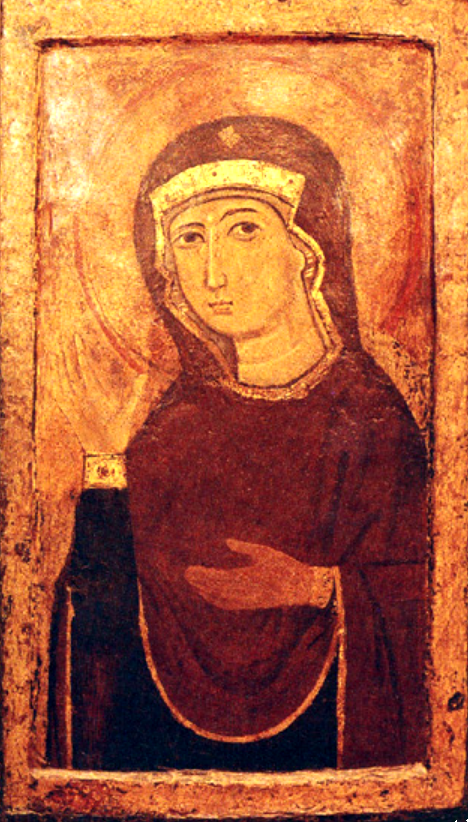
La Madonna Advocata

La chiesa di Santa Maria della Concezione in Campo Marzio è un luogo di culto cattolico del centro storico di Roma, situato nel rione Campo Marzio, in piazza Campo Marzio; su di essa insiste l'omonima rettoria di rito siro-antiocheno.

## Storia
Le origini della chiesa e del monastero annesso, secondo la tradizione, sono connesse con il conflitto fra gli iconoduli e gli iconoclasti nell'impero bizantino: nell'VIII secolo alcune monache basiliane, scappate da Costantinopoli, avrebbero portato a Roma, con altre reliquie, il corpo di san Gregorio Nazianzeno, e sarebbero state insediate da papa Zaccaria (741 752) in questa parte del Campo Marzio, dove avrebbero fondato un convento con annessa una cappella dedicata a Maria. Il corpo di san Gregorio sarebbe stato posto in un oratorio presso la chiesa.
Il documento più antico riferibile al monastero è una carta del 6 ottobre 937 del Regestum Sublacense.
Tra il 1562 e il 1564 la badessa Chiarina Colonna fece costruire una nuova chiesa al posto dell'antica cappella e dell'oratorio di San Gregorio, accessibile sia dal convento che dall'esterno. La chiesa venne dedicata a Santa Maria in Campo Marzio. Si trattava di un edificio a navata unica e con abside rettangolare sul fondo. Il corpo di san Gregorio venne poi traslato nel 1580 in San Pietro in Vaticano
Nel Seicento il convento venne ingrandito e sistemato con lavori conclusi intorno al 1660, sotto la direzione di Carlo Maderno e Francesco Peparelli. La chiesa cinquecentesca venne completamente ricostruita per volontà della badessa Maria Olimpia Pani, su progetto di Giovanni Antonio De Rossi.
Durante gli scavi per l'ampliamento del monastero (1777) fu scoperta la colonna che nel 1856 fu posta in piazza di Spagna per servire come base alla statua della Madonna immacolata, a ricordo del dogma appena proclamato da papa Pio IX.
Durante il periodo napoleonico la chiesa fu sconsacrata a adibita a sede del lotto. Fu riaperta al pubblico nel 1816, e oggi è officiata con il rito siro-antiocheno. È sede della procura presso la Santa Sede del Patriarcato di Antiochia dei Siri.

## Descrizione
La facciata della chiesa è preceduta da un cortile interno del monastero, a cui si accede lateralmente da piazza Campo Marzio e presenta un portico inferiore a tre arcate.
Nel cortile è conservata una lapide, che invita le donne a lavare bene le proprie coscienze così come lavano i loro panni:
(Rendina, op. cit., p. 233)
L'interno presenta una pianta a croce greca con braccio longitudinale più allungato ed è coperto da una cupola ovale all'incrocio dei bracci, sorretta da un grande tamburo, nel quale si aprono quattro oculi, e sormontata da un lanternino.
Vi si conservano una Deposizione di Cristo di Baccio Ciarpi, del secondo decennio del Seicento, già presente nella chiesa cinquecentesca, tele con Storie di san Benedetto di Lazzaro Baldi, datate al 1685-1688, dipinti di Luigi Garzi, datati al 1686-1687.
Il catino dell'abside è stato affrescato da Placido Costanzi intorno al 1730.
Nella prima cappella a destra vi si conserva una tavola con la Nascita della Vergine, realizzata nel 1660 circa e recentemente attribuita a Plautilla Bricci 1616 - 1705.
Sull'altar maggiore è ospitata l'immagine della Madonna avvocata, del XII o XIII secolo.